# Panathīnaïkos Athlītikos Omilos 2013-2014 (pallacanestro maschile)
Questa voce raccoglie le informazioni riguardanti il Panathīnaïkos B.C. nelle competizioni ufficiali della stagione 2013-2014.

## Stagione
La stagione 2013-2014 del Panathīnaïkos è la 63ª nel massimo campionato greco di pallacanestro, l'A1 Ethniki.

## Roster
Aggiornato al 11 ottobre 2021.
| Panathīnaïkos 2013-14 | Panathīnaïkos 2013-14 |
| Giocatori             | Staff tecnico         |
| --------------------- | --------------------- |

| N. | Naz.                                                     | Ruolo | Nome                     | Anno | Alt.   | Peso   |  |
| -- | -------------------------------------------------------- | ----- | ------------------------ | ---- | ------ | ------ |  |
| 5  | Grecia (bandiera)                                        | AG    | Vasilīs Charalampopoulos | 1997 | 202 cm | 102 kg |  |
| 6  | Stati Uniti (bandiera) · Grecia (bandiera)               | GA    | Michael Bramos           | 1987 | 196 cm | 97 kg  |  |
| 7  | Stati Uniti (bandiera)                                   | G     | Ramel Curry              | 1980 | 191 cm | 90 kg  |  |
| 8  | Stati Uniti (bandiera)                                   | C     | Mike Batiste             | 1977 | 204 cm | 110 kg |  |
| 9  | Grecia (bandiera)                                        | AG    | Antōnīs Fōtsīs           | 1981 | 209 cm | 108 kg |  |
| 10 | Croazia (bandiera)                                       | P     | Roko Ukić                | 1984 | 196 cm | 86 kg  |  |
| 11 | Gabon (bandiera)                                         | AG    | Stéphane Lasme           | 1982 | 203 cm | 98 kg  |  |
| 12 | Grecia (bandiera)                                        | C     | Loukas Maurokefalidīs    | 1984 | 210 cm | 115 kg |  |
| 13 | Grecia (bandiera)                                        | P     | Dīmītrīs Diamantidīs (C) | 1980 | 196 cm | 100 kg |  |
| 14 | Stati Uniti (bandiera)                                   | AG    | James Gist               | 1986 | 205 cm | 104 kg |  |
| 15 | Grecia (bandiera)                                        | G     | Nikos Pappas             | 1990 | 195 cm | 93 kg  |  |
| 16 | Serbia (bandiera) · Grecia (bandiera)                    | AP    | Vladimir Janković        | 1990 | 202 cm | 99 kg  |  |
| 17 | Cina (bandiera)                                          | C     | Shang Ping               | 1984 | 206 cm | 109 kg |  |
| 18 | Lituania (bandiera)                                      | AP    | Jonas Mačiulis           | 1985 | 200 cm | 97 kg  |  |
| 19 | Stati Uniti (bandiera) · Bosnia ed Erzegovina (bandiera) | P     | Zack Wright              | 1985 | 188 cm | 90 kg  |  |
| 20 | Grecia (bandiera)                                        | A     | Giōrgos Apostolidīs      | 1984 | 199 cm | 98 kg  |  |
| 20 | Grecia (bandiera)                                        | C     | Giōrgos Diamantakos      | 1995 | 215 cm | 115 kg |  |

| Allenatore                                                                                    |
| - Argyrīs Pedoulakīs (fino all'8 marzo) - Fragkiskos Alvertīs (dall'8 marzo)                  |
| Assistente/i                                                                                  |
| - Sōtīrīs Manōlopoulos - Giōrgos Vovoras Legenda - (C) Capitano - (IN) Inattivo - Infortunato |

## Mercato

### Sessione estiva
| Acquisti | Acquisti              | Acquisti       | Acquisti      | Acquisti |
| R.       | Nome                  | da             | Modalità      |          |
| -------- | --------------------- | -------------- | ------------- | -------- |
| C        | Loukas Maurokefalidīs | Barcellona     | definitivo    |          |
| AG       | Antōnīs Fōtsīs        | Olimpia Milano | definitivo    |          |
| C        | Shang Ping            | Qingdao Eagles | definitivo    |          |
| G        | Nikos Pappas          | Paniōnios      | definitivo    |          |
| AP       | Vladimir Janković     | Paniōnios      | definitivo    |          |
| C        | Mike Batiste          | Fenerbahçe     | definitivo    |          |
| A        | Giōrgos Apostolidīs   | Īlysiakos      | definitivo    |          |
| P        | Derwin Kitchen        | H. Gerusalemme | fine prestito |          |

| Cessioni | Cessioni                | Cessioni         | Cessioni       | Cessioni |
| R.       | Nome                    | a                | Modalità       |          |
| -------- | ----------------------- | ---------------- | -------------- | -------- |
| P        | Vasilīs Xanthopoulos    | Obradoiro        | fine contratto |          |
| C        | Sofoklīs Schortsianitīs | Maccabi Tel Aviv | rescissione    |          |
| AP       | Charīs Giannopoulos     | Manresa          | fine contratto |          |
| C        | Gaios Skordilīs         | Paniōnios        | fine contratto |          |
| C        | R.T. Guinn              | Zielona Góra     | fine contratto |          |
| PG       | Derwin Kitchen          | H. Gerusalemme   | fine contratto |          |
| C        | Kōstas Tsartsarīs       |                  | ritirato       |          |

### Dopo l'inizio della stagione
| Acquisti | Acquisti    | Acquisti  | Acquisti         | Acquisti   |
| R.       | Nome        | da        | Data             | Modalità   |
| -------- | ----------- | --------- | ---------------- | ---------- |
| P        | Zack Wright | Bamberger | 21 febbraio 2014 | definitivo |

| Cessioni | Cessioni | Cessioni | Cessioni | Cessioni |
| R.       | Nome     | a        | Data     | Modalità |
| -------- | -------- | -------- | -------- | -------- |